# Oreovalgus merkli
Oreovalgus merkli är en skalbaggsart som beskrevs av Ricchiardi 1995. Oreovalgus merkli ingår i släktet Oreovalgus och familjen Cetoniidae. Inga underarter finns listade i Catalogue of Life.